# Kostel svatého Petra a Pavla (Unín)
Kostel svatého Petra a Pavla je římskokatolický chrám v obci Unín v okrese Brno-venkov. Je chráněn jako kulturní památka České republiky.
Fara v Uníně je poprvé zmiňována k roku 1371, zřejmě již tehdy zde stál dřevěný kostel, jenž byl zbořen v roce 1789. Na jeho místě byl v roce 1792 vybudován pozdně barokní jednolodní chrám s trojboce ukončeným kněžištěm a hranolovou věží v západním průčelí. Loď je plochostropá, závěr presbytáře půlkruhový.
U kostela se do roku 1899 nacházel hřbitov.
Je farním kostelem unínské farnosti.